# تیم ملی فوتبال زیر ۲۲ سال مالزی
تیم ملی فوتبال زیر ۲۲ سال مالزی (به انگلیسی: Malaysia national under-22 football team) تیم فوتبال جوانان کشور مالزی است و زیر نظر فدراسیون فوتبال مالزی فعالیت می‌کند. این تیم نمایندهٔ مالزی در بازی‌های المپیک و بازی‌های آسیایی است.